# Hemiceras tristana
Hemiceras tristana är en fjärilsart som beskrevs av William Schaus 1939. Hemiceras tristana ingår i släktet Hemiceras och familjen tandspinnare. Inga underarter finns listade i Catalogue of Life.